# Kannauj (distrikt)
Kannauj (hindi: कन्नौज जिला) er et distrikt i den indiske delstat Uttar Pradesh. Distriktets hovedstad er Kannauj.

## Demografi
Ved folketællingen i 2011 var der 1.658.005 indbyggere i distriktet, mod 1.388.923 i 2001. Den urbane befolkning udgør 16,92 % af befolkningen.
Børn i alderen 0 til 6 år udgjorde 15,17 % i 2011 mod 18,73 % i 2001. Antallet af piger i den alder per tusinde drenge er 912 i 2011.